# 法国国家大学与学业事务中心
国家大学与学业事务中心（法語：Centre national des œuvres universitaires et scolaires (Cnous)）是法国的一个公共行政机构，主要负责社会救助、国际学生接待、学生住房、大学食堂以及学生文化生活。中心下属有不同大区的大学与学业事务中心。

## 历史
法国的国家大学与学业事务中心建立于1955年。
2016年，全国的大学与学业事务中心共有17万间住房。

## 国际合作
事务中心与德国大学生服务中心合作接待由德国前来法国的留学生。

## 外部連結
- （法文） Site officiel du CNOUS （页面存档备份，存于）